# Meilen
Meilen je město v kantonu Curych ve Švýcarsku. Žije zde přibližně 14 tisíc obyvatel.

## Geografie
Obec se nachází na středním pravém břehu Curyšského jezera mezi Rapperswilem-Jonou a Curychem na tzv. Zlatém pobřeží (v němčině známém jako Goldküste). Meilen zahrnuje místní části Feldmeilen, Obermeilen a Dorfmeilen na břehu jezera a Bergmeilen na svahu. Rozloha politické obce činí 1193 hektarů, z čehož 47 % tvoří zemědělská půda, 24 % lesy a 27 % zastavěné území. Sousedními obcemi Meilenu jsou Herrliberg, Uetikon am See a Egg. Od obce Egg je Meilen oddělen masivem Pfannenstiel. Na protější straně jezera leží Horgen a Wädenswil.

## Historie

Letecký pohled (1919)

Meilen-Rorenhaab je prehistorické sídliště na břehu Curyšského jezera na území obce Meilen. Název místa je poprvé zmíněn kolem roku 880 jako Meilana v majetkovém seznamu curyšského kláštera Grossmünster. Hrad Friedberg se dochoval jako zřícenina. Mezi lety 1990 a 2000 byly při vykopávkách v okolí zříceniny nalezeny různé artefakty, například špičky bot nebo jiné předměty denní potřeby. Většina nálezů pochází ze studny, která byla pravděpodobně po opuštění hradu využívána jako skládka. Tyto předměty, stejně jako rekonstrukce a dobové obrázky, jsou k vidění v místním muzeu v Meilenu.
Římská vila s portikem a nárožními věžemi stála na lokalitě Appenhalten v Obermeilenu. Rané osídlení Alamany je doloženo nálezy hrobů z první poloviny 7. století. 
Ve středověku tvořil Meilen lenní panství. Hrad Friedberg, který je vyobrazen i ve znaku obce, byl postaven kolem roku 1200. V roce 1306 je jako majitel uváděn svobodný pán Lütold VIII. z Regensbergu. Kolem let 1311/1321 přešel hrad do vlastnictví curyšského rytíře Gottfrieda Mülnera, který jej rozšířil. Od roku 1360 již pravděpodobně nebyl obýván a nejpozději v roce 1487 byl v troskách. V Bünishofenu (Feldmeilen) se nacházel malý, dosud neprozkoumaný hrad kláštera St. Gallen.
První kostel vznikl na začátku 7. století. Kostel, který jej nahradil v první polovině 8. století a byl zasvěcen svatému Martinovi, daroval císař Ota I. v roce 965 klášteru Einsiedeln. Ten vykonával patronátní a desátková práva až do roku 1814. Třetí a čtvrtý kostel (z 11. a 14. století) byly zasvěceny Panně Marii. Dnešní kostel s pozdně gotickým polygonálním chórem, inspirovaným Hansem Felderem, vznikl v letech 1493–1495 z iniciativy farníků. Klášter Einsiedeln jmenoval faráře až do roku 1819, a to i po reformaci. Do roku 1682 zahrnovala farnost Meilen také Uetikon am See. V roce 1951 byl postaven nový římskokatolický kostel, opět zasvěcený svatému Martinovi.
Jako curyšské lenní panství byl Meilen spravován rychtářem, kterého navrhovalo obecní shromáždění. Obecní majetek a pokladník jsou doloženi v roce 1492, církevní majetek v roce 1589, obecní nebo cechovní dům (jeden z nejstarších v kantonu) v roce 1621, obecní jatka a obecní náměstí u jezera v roce 1639. Od roku 1623 byly od přistěhovalců vybírány vysoké poplatky za přijetí do obce; tehdy došlo k omezení využívání obecních pastvin na 30 starých rodů, jejichž potomci jsou dosud jedinými oprávněnými členy této obecní korporace. Kromě místní šlechty pobývaly v letních měsících v Meilenu na svých venkovských sídlech patricijské rody z Curychu.

## Obyvatelstvo
| Rok            | 1634 | 1697 | 1799 | 1850 | 1900 | 1950 | 1970 | 2000   | 2010   | 2020   |
| Počet obyvatel | 1107 | 1590 | 3034 | 3065 | 3213 | 5992 | 9881 | 11 480 | 12 311 | 14 281 |

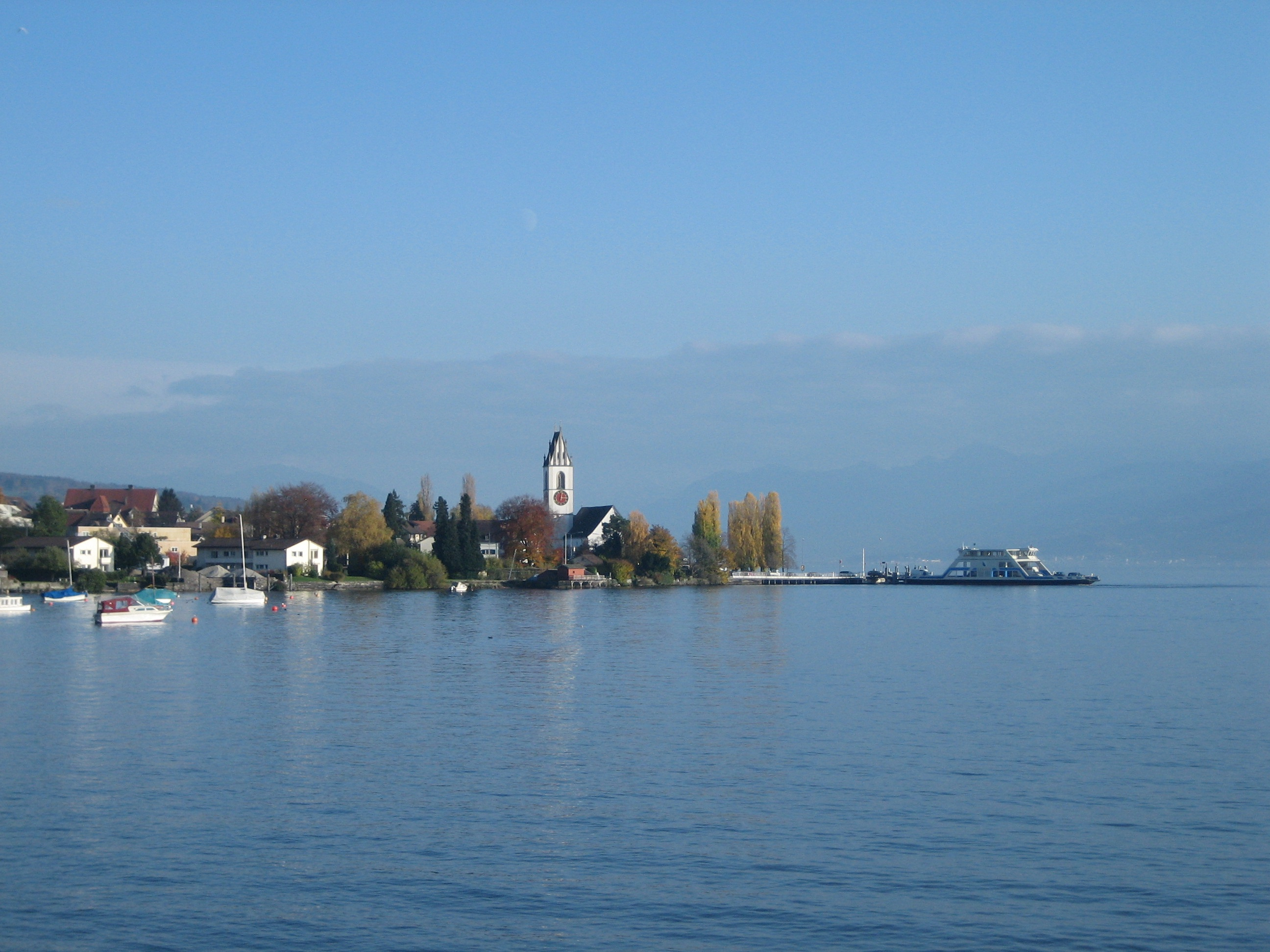
Kostel v Meilenu

V 17. století začal postupný růst populace. Po stagnaci v 19. století se díky napojení na železnici počet obyvatel ve 20. století téměř zčtyřnásobil.
Úředním jazykem obce je němčina. Místní dialekt němčiny je nazýván Züridütsch (curyšská němčina). Většina obyvatel (k roku 2000) hovořila německy (87,6 %), druhá nejčastější byla italština (2,4 %) a třetí angličtina (1,7 %).

### Náboženství
Meilen se nachází v převážně reformovaném kantonu Curych (24,5 % oproti 22,9 % římskokatolického obyvatelstva), čemuž odpovídá také zastoupení těchto církví v populaci města. V roce 2022 se k evangelické reformované církvi hlásilo 29,6 % obyvatel, k římskokatolické 21,2 % a 50,8 % obyvatel mělo jinou nebo žádnou konfesní příslušnost.

## Hospodářství

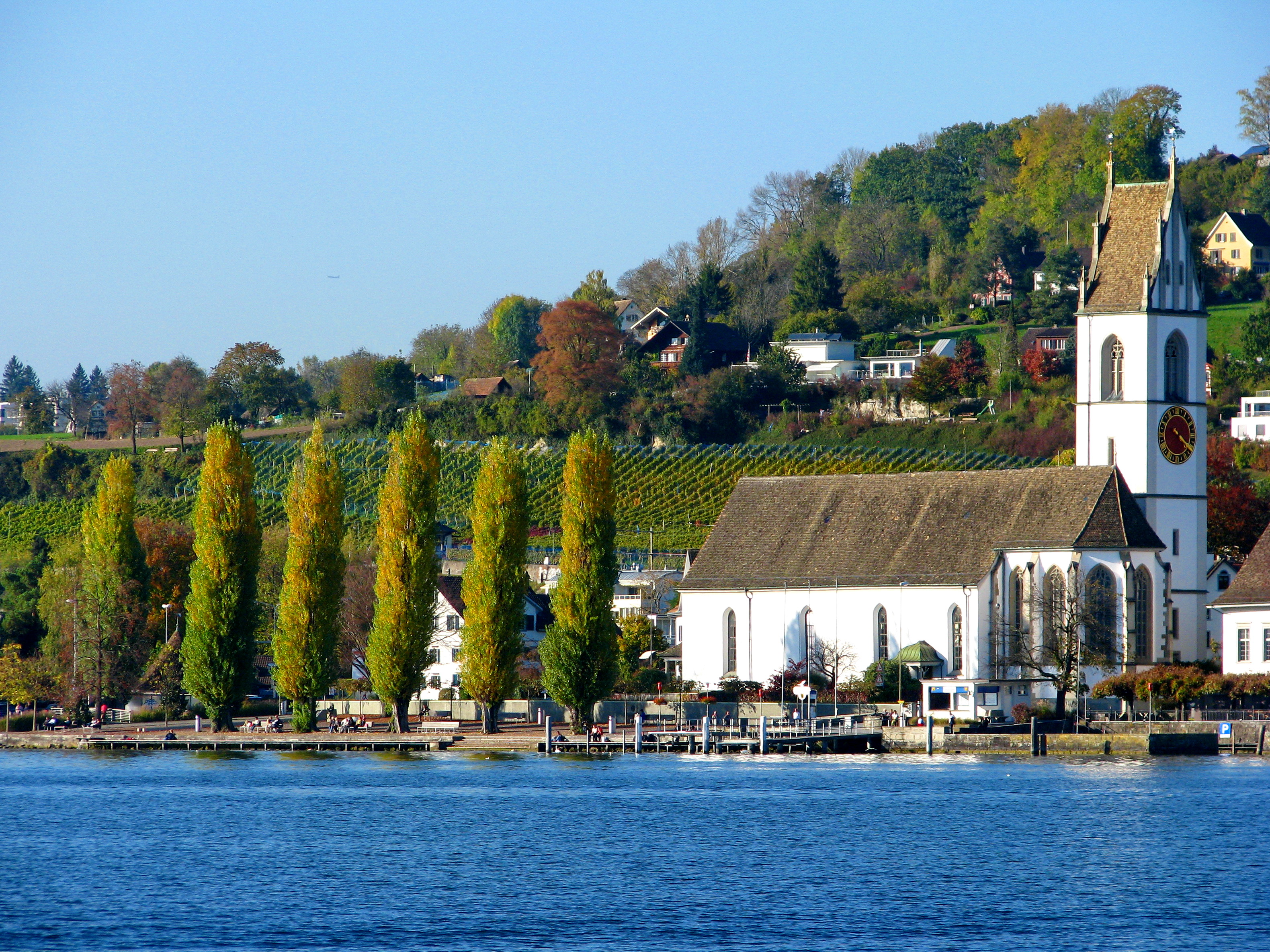
Vinice v okolí Curyšského jezera

Od 13. století až do roku 1900 byl hlavním zdrojem obživy vinařství, doplňované pěstováním ovoce, v menší míře obilovin a chovem dobytka. Kolem roku 1900 byl téměř každý druhý obyvatel zemědělec a Meilen byl největší vinařskou obcí ve Švýcarsku. Ze čtyř původních mlýnů zůstaly zachovány „horní“ a „dolní“ mlýn na potoce Dorfbach, přičemž horní sloužil až do 30. let 20. století jako pila. U dolního mlýna fungovala do roku 1931 koželužna.
Velký význam měla v 18. století domácí výroba, zejména tkaní mušelínu. Na konci údolí Bachtobel vznikly po roce 1816 tři menší mechanické přádelny bavlny a v roce 1809 tiskárna látek Johanna Reyhnera. Postupně došlo jak v mechanické, tak v domácí výrobě k přechodu na tkaní hedvábí, které poskytovalo zemědělcům zimní přivýdělek. Rodina Wunderli, majitelé koželužny, provozovala v Meilenu i mimo něj několik přádelen bavlny, které zaměstnávaly až 2700 pracovníků. Z jedné z těchto přádelen vznikla továrna na čerpadla a filtry Häny & Cie AG, která fungovala až do roku 2007.
V roce 1863 byla založena tiskárna novin, která až do roku 1945 vydávala místní noviny. U železniční trati vznikla v roce 1897 továrna na nealkoholická vína; v roce 1900 byla založena továrna na nábytek Aeschlimann, která fungovala do 70. let 20. století.

## Doprava
Hlavní dopravní osou obce bylo původně jezero. Staré silnice a stezka Herrenweg v Bergmeilenu neměly až do 19. století velký význam. Od roku 1835 začaly na jezeře jezdit parníky, v roce 1855 byla přes Meilen postavena silnice podél jezera, v roce 1894 byla otevřena železniční trať a v roce 1933 byla uvedena do provozu přívozová linka Horgen–Meilen, která se na počátku 21. století stala druhým největším lodním spojením ve Švýcarsku podle počtu přepravených osob.
Meilen je obsluhován vlakovými linkami S6, S7 a S20 systému curyšské S-Bahn. Je také napojen na rozvinutou síť autobusových linek směrem do okolních obcí a na Curyšskou vysočinu.

## Partnerská města
- Ebes, Maďarsko
- Polička, Česko

V rámci spolkového vyrovnání příjmů Meilen sponzoruje tyto švýcarské obce:
- Ausserberg (kanton Valais)
- Bauen (kanton Uri)
- St. Antönien (kanton Graubünden)